# Stefan Ilsanker
Stefan Ilsanker (Hallein, 18 de mayo de 1989) es un exfutbolista austríaco que jugaba de centrocampista. Es hijo del portero retirado Herbert Ilsanker.

## Clubes
| Club                       | País     | Año       |
| -------------------------- | -------- | --------- |
| Red Bull Juniors Salzburgo | Austria  | 2006-2010 |
| SV Mattersburg             | Alemania | 2010-2012 |
| Red Bull Salzburgo         | Austria  | 2012-2015 |
| RB Leipzig                 | Alemania | 2015-2020 |
| Eintracht Fráncfort        | Alemania | 2020-2022 |
| Genoa C. F. C.             | Italia   | 2022-2023 |

## Palmarés

### Títulos nacionales
| Título          | Club               | País    | Año  |
| --------------- | ------------------ | ------- | ---- |
| Bundesliga      | Red Bull Salzburgo | Austria | 2014 |
| Copa de Austria | Red Bull Salzburgo | Austria | 2014 |
| Bundesliga      | Red Bull Salzburgo | Austria | 2015 |
| Copa de Austria | Red Bull Salzburgo | Austria | 2015 |

### Títulos internacionales
| Título                 | Club                | Sede    | Año  |
| ---------------------- | ------------------- | ------- | ---- |
| Liga Europa de la UEFA | Eintracht Fráncfort | Sevilla | 2022 |